# Uppsala universitetsbibliotek

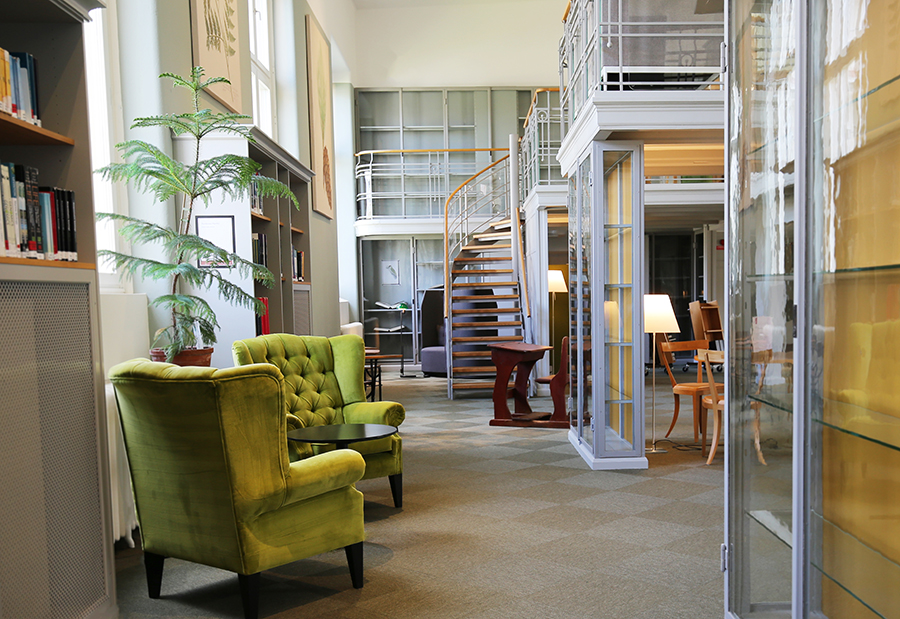
Biologibiblioteket - ett av Uppsala universitetsbiblioteks ämnesbibliotek.

Uppsala universitetsbibliotek är ett offentligt forskningsbibliotek. De främsta målgrupperna är Uppsala universitets forskare, lärare och studenter, men biblioteket är även, som en del av den tredje uppgiften, öppet för allmänheten. Uppsala universitetsbibliotek består av 11 olika ämnesbibliotek, där det största och mest kända finns i den 1841 färdigställda byggnaden Carolina Rediviva. Universitetsbiblioteket ger tillgång till digitalt, tryckt och handskrivet material, till exempel böcker, handskrifter, tidskrifter, kartor och bilder. På universitetsbiblioteket finns även Enheten för digital publicering som leder utvecklingen av DiVA (Digitala vetenskapliga arkivet) i samarbete med över 30 andra universitet och högskolor i Norden.
Biblioteket är ett av sju i Sverige med rätt att av tryckerier i landet få så kallade pliktexemplar. Sedan 1979 är Uppsala universitetsbibliotek dock inte skyldigt att behålla samtliga pliktexemplar.

## Historia
Bibliotekets formella grundläggning skedde genom Gustaf II Adolfs resolution om Uppsala universitet 1620, där biblioteket nämns officiellt för första gången, får ett årligt anslag och berikas med en donation av den samling av böcker som Kungl. Majt. dittills hade förvarat på Gråmunkeholmen i Stockholm. Den kungliga resolutionen utfärdades den 13 april 1620 och upprepades med smärre ändringar den 7 juli 1621. Ett hus vid Oxtorget (nuvarande St. Eriks torg) införskaffades och började sättas i ordning för att ta emot bibliotekets böcker. Huset var dock i behov av omfattande renoveringar. De första leveranserna av böcker till biblioteket (från Gråmunkeholmen) skedde förmodligen inte förrän hösten 1621 (inget kan dock sägas säkert om detta). Böckerna förvarades under den första tiden i Domkyrkans kor och i strandbodar nere vid Fyrisån, huset vid Oxtorget togs inte i bruk förrän 1627. Inledningsvis roterade ansvaret för biblioteket bland universitetets professorer. Detta var dock en impopulär syssla eftersom den var både tidsödande och utan lönepåslag. Först den 2 maj 1638 utsågs adjunkten Laurentius Tolfstadius till den förste innehavaren av bibliotekarietjänsten.
Bibliotekets tillväxt tvingade en flyttning 1691 till Gustavianum, där Karl XI på egen bekostnad lät inreda översta våningen till bibliotek. Gustavianum var lyckligtvis en av de byggnader som klarade sig oskadda genom stadsbranden 1702, som annars förstörde stora delar av såväl domkyrkan som slottet och ödelade betydande delar av träbebyggelsen i staden. Där förblev biblioteket till 1841, då Carolina Rediviva, den nya biblioteksbyggnaden, stod klar. Carolina Rediviva har fram till nyligen behållit sin funktion som centralbibliotek, och även om just denna benämning nu har tagits ur bruk innehåller byggnaden ännu de för biblioteksorganisationen gemensamma funktionerna, liksom handskriftsavdelningen och de andra "kulturarvsenheterna".
Parallellt med Carolina Redivivas tillkomst och uppbyggnad som central enhet under tiden sedan 1841 har även de enskilda seminarierna, sedermera institutionerna, byggt upp egna bibliotek i egna lokaler. Idag är bibliotekets samlingar fördelade på ett stort antal biblioteksenheter, samtidigt som viss centralisering skett av småbibliotek. Institutionsbiblioteken inom de historisk-filosofiska, språkvetenskapliga och teologiska fakulteterna flyttades under 2004 ihop i det nya Karin Boye-biblioteket.
Det Virginska priset (ibland "Virgin-priset") utdelas årligen av Uppsala universitetsbibliotek, som en belöning för bibliografiska och/eller bokhistoriska insatser med avseende på samlingarna vid biblioteket. Priset instiftades 1997 och bekostas av Virginska fonden.

## Ämnesbibliotek
- Almedalsbiblioteket på Campus Gotland
- Biologibiblioteket vid Evolutionsbiologiskt centrum
- Blåsenhusbiblioteket vid Blåsenhus
- BMC-Biblioteket vid Uppsala biomedicinska centrum
- Carolinabiblioteket i Carolina Rediviva på Dag Hammarskjölds väg 1
- Dag Hammarskjöld och Juridiska biblioteket i Regnellianum
- Ekonomikums bibliotek vid Ekonomikum
- Geobiblioteket vid Geocentrum
- Karin Boye-biblioteket vid Engelska parken - Humanistiskt centrum
- Medicinska biblioteket vid Akademiska sjukhuset
- Ångströmbiblioteket vid Ångströmslaboratoriet

## Exempel ur samlingarna

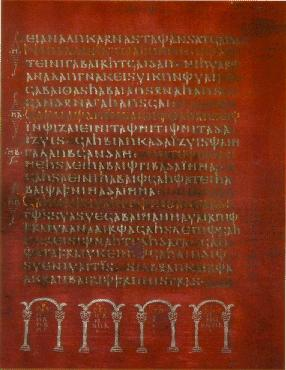
Codex Argentus - Silverbibeln.

Carta Marina 1539.

Silverbibeln, Codex Argenteus, biskop Wulfilas gotiska översättning av Nya Testamentet, i en handskrift troligen tillkommen vid kung Teoderiks hov i Ravenna på 500-talet.
Carta marina, Olaus Magnus karta över Norden, tryckt i Venedig 1539.
Copernicana. Huvuddelen av de bevarade böckerna ur astronomen Nicolaus Copernicus bibliotek finns i Uppsala, främst hämtade från Uppsala astronomiska observatoriums bibliotek.
Bibliotheca Walleriana. Sammanställt av Erik Waller (1875-1955). Ett av världens största medicinhistoriska bibliotek, omfattande cirka 22 000 volymer och en autografsamling omfattande cirka 35 000 nummer från medeltiden till 1900-talet.
Bodonisamlingen, den största samling tryck av Giambattista Bodoni (1740-1813) utanför Parma. Till stor del donerad av Erik Kempe 1959 och senare utökad med medel han vid samma tillfälle skänkte biblioteket.
Dübensamlingen, en av Nordeuropas viktigaste musiksamlingar, omfattande kungliga hovkapellets repertoar från drottning Kristinas till Karl XII:s dagar, med en rad unika kompositioner, av bland andra Bachs lärare Dietrich Buxtehude.

## Chefer
Listan över bibliotekets chefer genom åren har kompilerats från Claes Annerstedts "Förteckning å Upsala universitetsbiblioteks ledare jämte korta upplysningar rörande deras verksamhet" (1921).

- 1638–1639 Laurentius Tolfstadius
- 1639–1641 Christiernus Alsinius
- 1641–1648 Haquinus Andreae Granaeus
- 1648–1677 Johannes Loccenius
- 1677–1679 Johannes Schefferus
- 1679–1682 Olaus Verelius
- 1682–1687 Henrik Schütz
- 1687–1689 Claudius Arrhenius
- 1689–1694 Nils Wolff Stiernberg
- 1694–1698 Elias Obrecht
- 1698–1702 Laurentius Norrmannus
- 1702–1724 Erik Benzelius d.y.
- 1724–1725 Anders Palmroth
- 1726–1735 Georg Wallin d.y.
- 1735–1749 Andreas Norrelius
- 1750–1756 Samuel Aurivillius
- 1756–1757 Nils Rosén
- 1757–1783 Berge Frondin
- 1783–1787 Jacob Fredrik Neikter
- 1787–1829 Pehr Fabian Aurivillius (akademibibliotekarie)
- 1830–1857 Johan Henrik Schröder
- 1858–1863 Carl Johan Fant
- 1864–1882 Carl Gustaf Styffe
- 1883–1904 Claes Annerstedt
- 1904–1911 Leonard Bygdén (från 1910 med titeln 1:e bibliotekarie)
- 1911–1918 Aksel Andersson (torde vara den förste med titeln "överbibliotekarie")
- 1918–1928 Markus Hulth
- 1928–1946 Anders Grape
- 1946–1966 Tönnes Kleberg
- 1966–1978 Gert Hornwall
- 1978–1996 Thomas Tottie
- 1996–2012 Ulf Göranson
- 2012–2024 Lars Burman
- 2024– Johanna Hansson